# Тульнов Петро Львович
Петро Львович Тульнов (5 жовтня 1905, місто Луганськ — ?) — радянський партійний діяч, 2-й секретар Ворошиловградського обласного комітету КП(б)У, 2-й секретар Калінінградського обласного комітету ВКП(б). Депутат Верховної ради Російської РФСР 3-го скликання.

## Життєпис
Народився в родині шевця. Трудову діяльність розпочав у шістнадцятирічному віці розсильним. Потім працював електромонтером заводу в місті Луганську.
Член РКП(б) з 1925 року.
У 1925—1931 роках — слухач Луганського індустріального робітничого факультету, студент Одеського інституту народного господарства.
У 1931—1938 роках — інженер-економіст металообробної промисловості, начальник планово-економічного відділу, заступник начальника виробничого відділу, начальник складання гірничого обладнання механічного цеху Ворошиловградського заводу імені Пархоменка.
У 1938 році — завідувач промислово-транспортного відділу Ворошиловградського міського комітету КП(б)У; 1-й секретар Артемівського міськрайонного комітету КП(б)У Ворошиловградської області. У 1938—1939 роках — 2-й секретар Ворошиловградського міського комітету КП(б)У.
У грудні 1939 — 17 травня 1941 року — секретар Ворошиловградського обласного комітету КП(б)У із пропаганди. 17 травня 1941 — 1942 року — секретар Ворошиловградського обласного комітету КП(б)У із машинобудівної промисловості.
Учасник німецько-радянської війни. У 1942 році — працівник оперативної групи при Військовій раді Південного фронту.
У серпні 1943 — жовтні 1946 року — 2-й секретар Ворошиловградського обласного комітету КП(б)У.
У жовтні 1946 — червні 1947 року — інспектор Управління кадрів ЦК ВКП(б) у Москві.
У червні 1947 — 1952 року — 2-й секретар Калінінградського обласного комітету ВКП(б).
На 1952 рік — начальник політичного відділу «Сталінградгідробуду».
Потім — на пенсії в місті Волгограді.

## Звання
- воєнтехнік 1-го рангу
- майор авіаційно-технічної служби

## Нагороди
- ордени
- медаль «Партизанові Вітчизняної війни» 1-го ст.
- медаль «За перемогу над Німеччиною у Великій Вітчизняній війні 1941—1945 рр.» (1945)
- медалі